# 球穗藨草
球穗藨草也称茸球藨草，为莎草科藨草属下的一个种，分布于贵州、辽宁、青海、山东、云南等地。